# Albert Ghiorso

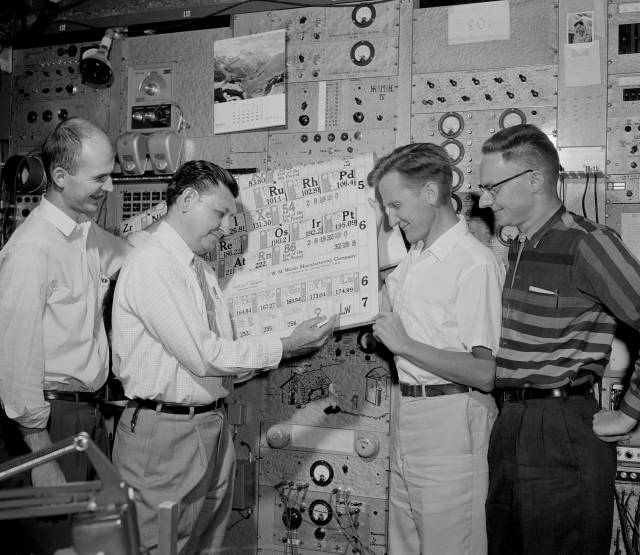

Albert Ghiorso (Vallejo, 15 de julho de 1915 — Berkeley, 26 de dezembro de 2010) foi um cientista nuclear estadunidense.
Liderou ou participou da descoberta de 12 elementos químicos da Tabela Periódica.

## Biografia

### Início
Ghiorso nasceu em Vallejo, Califórnia, e cresceu em Alameda, no mesmo estado. Ainda adolescente, criou circuitos para rádios e ganhou uma reputação por criar aparelhos que funcionavam a distâncias maiores que os dos militares. Albert Einstein era seu ídolo no mundo da ciência.
Ele se graduou em engenharia elétrica na Universidade da Califórnia em Berkeley em 1937. Após graduar-se, ele trabalhou para uma companhia que produzia dispositivos de comunicação de emergência e inventou o primeiro contador Geiger vendido comercialmente no mundo. A habilidade de Ghiorso para produzir esses detectores de radiação propiciaram a entrada em contato com os cientistas nucleares da Universidade da Califórnia, em especial Glenn Seaborg.

### Pesquisa
No início da década de 1940, Seaborg mudou-se para Chicago com o intuito de trabalhar no Projeto Manhattan. Convidou Ghiorso para trabalhar com ele, e pelos quatro anos seguintes Ghiorso desenvolveu instrumentos sensitivos para a detecção da radiação associada à desintegração radioativa, inclusa a fissão espontânea. Durante esse tempo, a equipe na qual estava Ghiorso descobriu dois novos elementos (95, Amerício e 96, Cúrio), ainda que a publicação tenha sido adiada para depois da guerra.
Após a guerra, Seaborg e Ghiorso retornaram a Berkeley, onde eles e os colegas usaram o ciclotron Crocker para produzir elementos de números atômicos cada vez maiores através do bombardeio de alvos atômicos com íons de hélio. Em experimentos durante 1949 e 1950, eles produziram e identificaram os elementos 97 (Berquélio) e 98 (Califórnio). Em 1953, em uma colaboração com o Argonne Lab, Ghiorso e os colaboradores conseguiram encontrar os elementos 99 (Einstênio) e 100 (Férmio), identificados pela radiação característica extraída do pó coletado pelos aviões que voavam próximos à primeira explosão termonuclear. Em 1955, o grupo usou o ciclotron para produzir 17 átomos do elemento 101 (Mendelévio), o primeiro novo elemento a ser descoberto átomo-a-átomo.
Em meados da década de 1950, tornou-se claro que para aumentar ainda mais a Tabela Periódica, um novo acelerador de partículas seria necessário e o Berkeley Heavy Ion Accelerator (HILAC) foi construído, sob a responsabilidade de Ghiorso. Essa máquina foi empregada na descoberta dos elementos 102 a 106, produzidos e identificados com poucos átomos.
Com números atômicos cada vez maiores, as dificuldades experimentais de produzir e identificar um novo elemento aumentaram significativamente. Nas décadas de 1970 e de 1980, os recursos para a pesquisa e a descoberta de novos elementos estavam diminuindo e outros laboratórios (tais como o GSI em Darmstadt, Alemanha e o JINR em Dubna, Rússia) foram capazes de sintetizar os elementos de 107 a 109. No início da década de 1990, os grupos de Berkeley e Darmstadt fizeram uma tentativa conjunta para criar o elemento 110. Os experimentos em Berkeley não lograram êxito, mas o elemento 110 foi posteriormente encontrado pelo grupo de Darmstadt.
Em 2000, evidência de um elemento superpesado (elemento 118) foi publicada pelo grupo de Berkeley. O grupo pretendeu propor o nome  Ghiórsio para o novo elemento, mas posteriormente os dados foram considerados incompletos e a solicitação foi retirada.
Em seus últimos anos de trabalho, Ghiorso continuou a pesquisa envolvendo a procura de elementos superpesados, a fusão e novas fontes de elétrons.

### Legado
Credita-se a Albert Ghiorso a codescoberta dos seguintes elementos:
- Amerício por volta de 1945 (elemento 95)
- Cúrio em 1944  (elemento 96)
- Berquélio em 1949 (elemento 97)
- Califórnio em 1950 (elemento 98)
- Einstênio em  1952 (elemento 99)
- Férmio em 1953 (elemento 100)
- Mendelévio em 1955 (elemento 101)
- Nobélio em 1958-59 (elemento 102)
- Laurêncio em 1961 (elemento 103)
- Ruterfórdio em 1969 (elemento 104)
- Dúbnio em 1970 (elemento 105)
- Seabórgio em 1974 (elemento 106)

Ghiorso é reconhecido pela inteligência nos laboratórios. Ele inventou numerosas máquinas e técnicas para isolar e identificar elementos pesadores átomo-a-átomo. Sua concepção de um novo tipo de acelerador, o Omnitron, é conhecido por ter sido um brilhante avanço, mas a máquina nunca foi construída. Ghiorso é famoso entre seus colegas pela interminável sequência de doodles criativos, que definiriam uma forma artística sugestiva de fractais.